# ブルーアンビエンス
「ブルーアンビエンス(feat. asmi)」は、日本のロックバンド・Mrs. GREEN APPLEの楽曲。2022年7月6日にリリースされたミニアルバム『Unity』の収録曲で、6月14日に先行配信された。

## 概要
前作「ダンスホール」から3週間ぶりの新曲であり、フェーズ2の3曲目である。
リリースから約1ヶ月後に公開されたライブ映像は3000万回再生を突破している。
活動再開から10日後の2022年3月28日に楽曲が
『今日、好きになりました。初虹編』の主題歌になる事が発表された。
同日に公開された番組の予告映像にて楽曲の一部を聴くことができる。
5月20日、ミニアルバム『Unity』のトラックリストが公開され、本楽曲も収録される事が明かされた。
6月13日18:00には楽曲が6月14日に各主要配信サイトにて配信開始されることが発表された。
7月9日に公開された『Unity』の全曲ダイジェスト映像ではレコーディング・シーンも一部見ることができる。

## チャート成績
Billboard JAPAN
Streaming Songsでは2022年6月22日公開チャートで53位に初登場。翌週には最高位となる39位を獲得した。
一度トップ100からチャートアウトしたが、「ケセラセラ」などのヒットによりトップ100に返り咲き、2023年7月5日には40位をマークした。
2023年7月にはストリーミング1億回再生を突破し、自身9曲目の1億超となった。
|                | 認定 (RIAJ)      | 売上/再生回数      |
| -------------- | ---------------- | ------------------ |
| ダウンロード   | 未公表           | -                  |
| ストリーミング | ダブル・プラチナ | 200,000,000 回再生 |